# Sveučilište u Glasgowu
Sveučilište u Glasgowu (engleski: University of Glasgow; gelski: Oilthigh Ghlaschu; latinski: Universitas Glasguensis) je četvrto najstarije seučilište u engleskom govornom području. Sveučilište u Glasgowu, u Škotskoj, osnovano je 1451. godine, a danas je jedno od 19 sveučilišta u Ujedinjenom Kraljevstvu koji se nalaze na listi 100 najboljih svjestkih sveučilišta. Dio je prestižnih grupa Universitas 21 i Russellova grupa.
Kao i većina sveučilišta u predmodernoj eri i Sveučilište u Glasgowu je u početku obrazovalo prvenstveno studente iz bogatih obitelji, ali je u XIX. stoljeću postao britanski pionir u omogućavanju studija za studente iz rastuće urbane i srednje klase pružajući im obrazovanje za različite profesije kao što su pravo, medicina, javne i crkvene službe. Manji ali rastući broj studenata dobio je priliku za obrazovanje u znanstveno-istrživačkim i inženjerskim poljima.
Bivši studenti ili profesori Sveučilišta u Glasgowu uključuju dobitnike Nobelove nagrade Dereka Bartona (kemija), Jamesa Blacka (medicina), Johna Boyda Orra, 1st Barona Boyd-Orra (mir), Williama Ramsaya (kemija), Fredericka Soddyja (kemija), Alexandera R. Todda (kemija), kao i pojedince kao što su James Watt, Adam Smith, William Thomson, 1. baron Kelvin, James George Frazer, David Livingstone, John Buchan, A. J. Cronin, Janice Galloway, Alasdair Gray, James Kelman, Tobias Smollett, Gerard Butler, Liam Fox, Nicola Sturgeon, Joseph Black, John Logie Baird i mnogi drugi.